# Branchierpeton
Il branchierpeton (gen. Branchierpeton) è un anfibio temnospondilo estinto, appartenente ai dissorofoidi. Visse tra il Carbonifero superiore e il Permiano inferiore (circa 305 - 290 milioni di anni fa) e i suoi resti fossili sono stati ritrovati in Europa e in Africa.

## Descrizione
Questo animale è noto per numerosi esemplari e quindi è possibile una ricostruzione piuttosto dettagliata: doveva essere un animale simile a una salamandra, in cui gli esemplari adulti conservavano caratteristiche neoteniche come le branchie, in modo simile all'odierno axolotl (Ambystoma mexicanum). Branchierpeton era dotato di un cranio piuttosto corto e molto ampio, soprattutto nella parte posteriore. Alcune caratteristiche richiamavano l'affine Limnogyrinus, come le ossa postparietali e tabulari accorciate e la presenza di un'ampia insenatura dell'osso squamoso. L'osso palatino era allungato, e il postfrontale terminava in una regione anteriore in cui non era visibile una sutura prefrontale-postfrontale. L'interclavicola era quasi circolare, e si differenziava nettamente da quella di altri animali simili come Micromelerpeton e Limnogyrinus.

## Classificazione
Branchierpeton è un rappresentante dei micromelerpetidi, un gruppo di anfibi solitamente di piccole - medie dimensioni, caratterizzati dalla presenza di caratteristiche giovanili anche allo stadio adulto. In particolare, sembra che Branchierpeton fosse un micromelerpetide più derivato di Limnogyrinus, e che fosse il sister taxon di Micromelerpeton. 

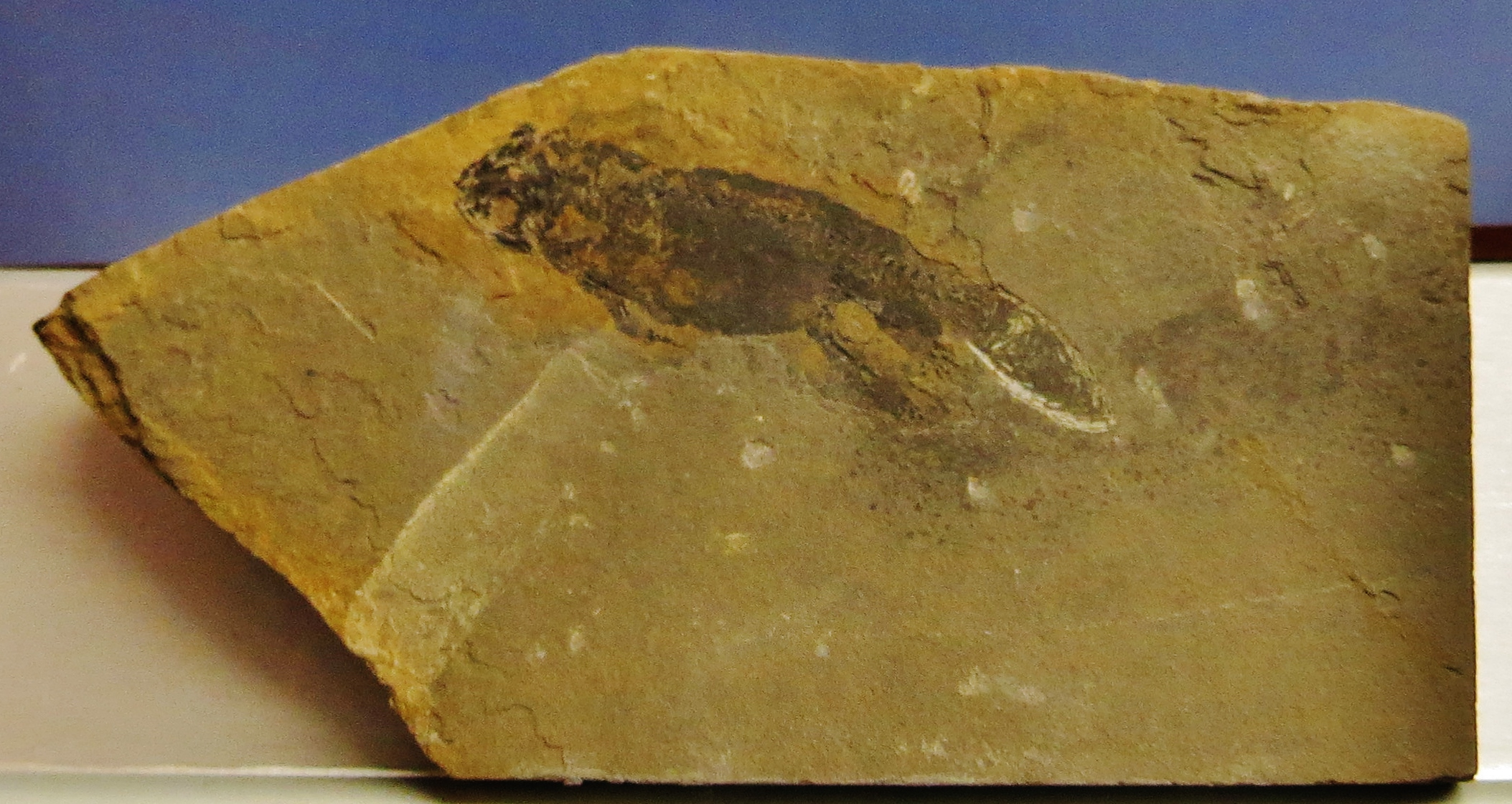
Fossile di Branchierpeton amblystomus

Il genere Branchierpeton venne istituito da Boy nel 1972, per accogliere una specie di anfibio, precedentemente attribuita al genere Branchiosaurus (B. amblystomus). Oltre alla specie tipo Branchierpeton amblystomus, nota per fossili provenienti dal Permiano inferiore di Niederhaslich (Sassonia, Germania), sono note altre specie: B. reinholdi del Permiano inferiore di Tabarz (Germania), B. saalense del Carbonifero superiore di Petersburg (Germania) e di Libechov (Repubblica Ceca) e B. saberi del Carbonifero superiore del Marocco. Quest'ultima specie, distinta per alcune caratteristiche del cranio, dell'omero e dell'interclavicola, rappresenta il più antico tetrapode del Maghreb. La presenza di Branchierpeton in Africa suggerisce che una migrazione su lunghe distanze attraverso le catene montuose del Paleozoico superiore sia stata possibile anche per anfibi di piccole dimensioni e principalmente acquatici (Werneburg, 2019).